# Matías Marín
Matías Nicolás Marín Vega (Viña del Mar, Región de Valparaíso, Chile, 19 de diciembre de 1999) es un futbolista chileno. Juega de mediocampista y su equipo actual es Unión Española de la Primera División de Chile.

## Trayectoria

### Santiago Wanderers
Llegó a probarse a los once años a las divisiones inferiores del Santiago Wanderers quedando seleccionado realizando posteriormente todo su proceso formativo en el club porteño.
Pasaría al primer equipo durante el Clausura 2017 en un clásico frente a Everton de Viña del Mar pero no llegaría debutar. Tras llegar al plantel de honor se mantendría siendo citado en otros partidos teniendo su debut durante la Primera B 2018 en la última fecha de la primera rueda entrando como titular en un partido frente a Cobreloa donde colaboraría en el dos a uno final a favor de Santiago Wanderers.

### O'Higgins
El 18 de enero de 2022, tras cuatro años en el primer equipo "caturro", se oficializó su incorporación por tres temporadas al Club Deportivo O'Higgins, que adquirió el pase del volante. Su debut oficial con el equipo de Rancagua se dio el 11 de febrero, en la segunda fecha del Campeonato Nacional 2022, cuando O'Higgins cayó 1-0 ante Palestino en el Estadio Municipal de La Cisterna. Allí, Marín ingresó a los 84' por Pedro Pablo Hernández.
El primer gol de Marín con la camiseta celeste llegó el 17 de julio de 2022, en la victoria 2-1 de O'Higgins sobre Huachipato en el Estadio CAP Acero. En la instancia, el volante puso el 2-0 parcial con un furibundo remate de zurda a los 50'.

### Belgrano
Tras una temporada y media en el conjunto rancagüino, en julio de 2023 es anunciado su traspaso a Belgrano de la Primera División de Argentina. Tuvo su primera aparición con el elenco "pirata" el 3 de agosto en el triunfo 1-0 ante Claypole por la Copa Argentina 2023, dejando buenas sensaciones en su debut en el extranjero. El 21 de septiembre, Marín anotó su primera conquista con Belgrano en la fecha 5 de la Copa de la Liga Profesional 2023 en la goleada 3-0 sobre Platense.

## Selección nacional
Fue parte de la Selección de fútbol sub-17 de Chile donde solo disputaría partidos amistosos y de la Selección de fútbol sub-20 de Chile donde sería convocado para ser parte del Campeonato Sudamericano de Fútbol Sub-20 de 2019 jugando tres de cuatro partidos que jugaría su selección.

#### Participaciones en Sudamericanos
| Competencia                 | Sede  | Resultado    | PJ | Goles |
| --------------------------- | ----- | ------------ | -- | ----- |
| Sudamericano Sub-20 de 2019 | Chile | Primera fase | 3  | 0     |

## Estadísticas

### Clubes
| Club                       | Div.          | Temporada     | Liga  | Liga  | Liga   | Copas nacionales | Copas nacionales | Copas nacionales | Copas internacionales | Copas internacionales | Copas internacionales | Total | Total | Total  |
| Club                       | Div.          | Temporada     | Part. | Goles | Asist. | Part.            | Goles            | Asist.           | Part.                 | Goles                 | Asist.                | Part. | Goles | Asist. |
| -------------------------- | ------------- | ------------- | ----- | ----- | ------ | ---------------- | ---------------- | ---------------- | --------------------- | --------------------- | --------------------- | ----- | ----- | ------ |
| Santiago Wanderers · Chile | 2ª            | 2018          | 14    | 0     | 0      | 2                | 0                | 0                | —                     | —                     | —                     | 16    | 0     | 0      |
| Santiago Wanderers · Chile | 2ª            | 2019          | 17    | 1     | 0      | 3                | 1                | 0                | —                     | —                     | —                     | 20    | 2     | 0      |
| Santiago Wanderers · Chile | 1ª            | 2020          | 13    | 1     | 1      | —                | —                | —                | —                     | —                     | —                     | 13    | 1     | 1      |
| Santiago Wanderers · Chile | 1ª            | 2021          | 30    | 3     | 5      | 2                | 0                | 0                | —                     | —                     | —                     | 32    | 3     | 5      |
| Santiago Wanderers · Chile | Total club    | Total club    | 74    | 5     | 6      | 7                | 1                | 0                | 0                     | 0                     | 0                     | 81    | 6     | 6      |
| O'Higgins · Chile          | 1ª            | 2022          | 24    | 3     | 5      | 3                | 0                | 0                | —                     | —                     | —                     | 27    | 3     | 5      |
| O'Higgins · Chile          | 1ª            | 2023          | 16    | 6     | 3      | 3                | 0                | 0                | —                     | —                     | —                     | 19    | 6     | 3      |
| O'Higgins · Chile          | Total club    | Total club    | 40    | 9     | 8      | 6                | 0                | 0                | 0                     | 0                     | 0                     | 46    | 9     | 8      |
| Belgrano Argentina         | 1ª            | 2023          | —     | —     | —      | 15               | 1                | 1                | —                     | —                     | —                     | 15    | 1     | 1      |
| Belgrano Argentina         | 1ª            | 2024          | —     | —     | —      | 8                | 1                | 0                | 3                     | 1                     | 0                     | 11    | 2     | 0      |
| Belgrano Argentina         | Total club    | Total club    | 0     | 0     | 0      | 23               | 2                | 1                | 3                     | 1                     | 0                     | 26    | 3     | 1      |
| Total carrera              | Total carrera | Total carrera | 114   | 14    | 14     | 36               | 3                | 1                | 3                     | 1                     | 0                     | 153   | 18    | 15     |
| 1. 2. 3.                   |               |               |       |       |        |                  |                  |                  |                       |                       |                       |       |       |        |

### Resumen estadístico
| Competición                 | Partidos | Goles | Asistencias |
| --------------------------- | -------- | ----- | ----------- |
| Primera División de Chile   | 83       | 13    | 14          |
| Primera B de Chile          | 31       | 1     | 0           |
| Copa Chile                  | 13       | 1     | 0           |
| Copa Argentina              | 3        | 0     | 0           |
| Copa de la Liga Profesional | 20       | 2     | 1           |
| Copa Sudamericana           | 3        | 1     | 0           |
| Selección de fútbol sub-20  | 3        | 0     | 0           |
| Total                       | 156      | 18    | 15          |

## Palmarés

### Títulos nacionales
| Título     | Club               | País  | Año  |
| ---------- | ------------------ | ----- | ---- |
| Copa Chile | Santiago Wanderers | Chile | 2017 |
| Primera B  | Santiago Wanderers | Chile | 2019 |